# Sarona adonias
Sarona adonias är en insektsart som beskrevs av George Willis Kirkaldy 1902. Sarona adonias ingår i släktet Sarona och familjen ängsskinnbaggar. Inga underarter finns listade i Catalogue of Life.